# Rhyzolaelaps
Rhyzolaelaps es un género de ácaros perteneciente a la familia  Laelapidae.

## Especies
- Rhyzolaelaps inaequipilis Bregetova & Grokhovskaya, 1961
- Rhyzolaelaps lodianensis Gu & Wang, 1979
- Rhyzolaelaps rhizomydis Wang, Liao & Lin, 1980
- Rhyzolaelaps sinoamericanus Gu, Whitaker & Baccus, 1990